# Now Hear This
Albums de KRS-One
Never Forget
(2013) The World Is Mind
(2017)
Now Hear This est le douzième album studio de KRS-One, sorti le 23 novembre 2015.

## Liste des titres
Toutes les chansons sont écrites et composées par KRS-One, sauf mention contraire.
| No  | Titre                                                     | Auteur   | Durée |
| --- | --------------------------------------------------------- | -------- | ----- |
| 1.  | Now Hear This (Intro) (Produit par Mad Lion)              |          | 2:40  |
| 2.  | You da Real (Interlude)                                   |          | 0:43  |
| 3.  | Drugs Won (Produit par DJ Predator Prime)                 |          | 2:57  |
| 4.  | Duty (Produit par DJ Static)                              |          | 2:58  |
| 5.  | You a Millionaire (Produit par DJ Predator Prime)         |          | 3:06  |
| 6.  | Sound Man (Produit par DJ Static)                         |          | 4:54  |
| 7.  | American Flag (Produit par DJ Predator Prime)             |          | 4:02  |
| 8.  | This Is All We Got (Produit par Hellmaf)                  |          | 3:59  |
| 9.  | Let's Go (Produit par Mad Lion)                           |          | 4:02  |
| 10. | Invaders (featuring Armando Moran – Produit par Mad Lion) |          | 3:11  |
| 11. | Biterz (Produit par Da Beatminerz)                        |          | 3:03  |
| 12. | It's All Insane to Me (Produit par Mad Lion)              |          | 4:42  |
| 13. | Keep Talkin' (Produit par Nick One)                       |          | 3:35  |
| 14. | The Lingo (Produit par MK Zoo)                            |          | 3:22  |
| 15. | From the Beginning Again (Produit par MK Zoo)             |          | 5:08  |
| 16. | Name Brand Guy (Spoken Word) (Produit par KRS-One)        |          | 0:44  |
| 17. | More Love (Produit par Linsey Vona et Narayan)            |          | 4:05  |
| 18. | Oh Cruel Mob (Produit par DJ Predator Prime)              | G Simone | 3:00  |